# Kirche Vorland

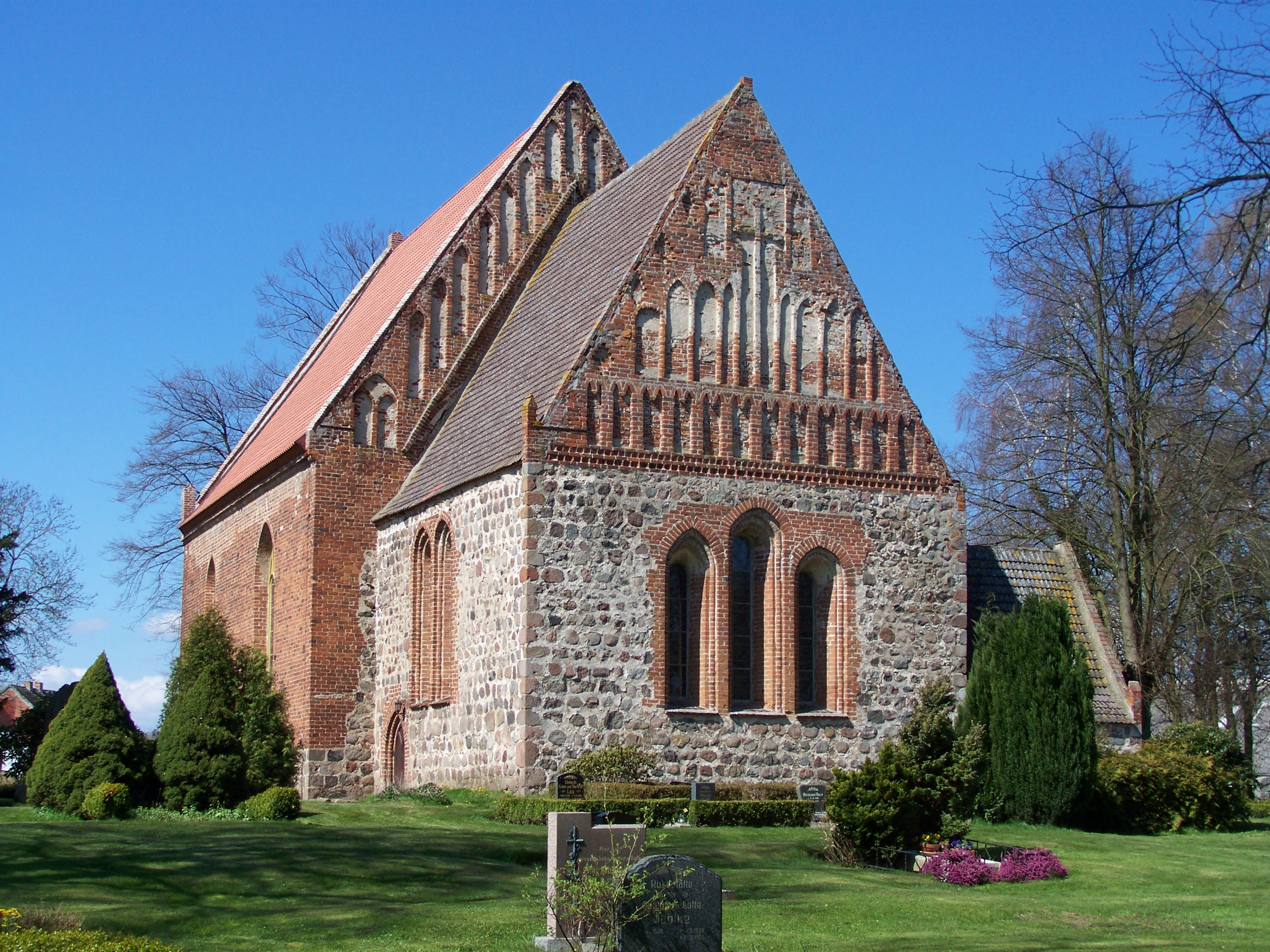
Kirche in Vorland

Die Kirche Vorland ist ein Kirchengebäude im Ortsteil Vorland der vorpommerschen Gemeinde Splietsdorf.
Die Kirche wurde in der zweiten Hälfte des 13. Jahrhunderts errichtet und im Jahr 1887 restauriert.
Der eingezogene, quadratische Chor ist aus Feldstein gemauert, der Giebel aus Backstein zeigt über Deutschem Band ein Kreuz und Blendenschmuck. Der Chor weist drei Fenster im Osten und mit eingelegtem Rundstab versehene Zwillingsfenster im Norden und Süden auf, er trägt ein Kreuzrippengewölbe. Das zweijochige Kirchenschiff ist aus Backstein gemauert und trägt ebenfalls ein Kreuzrippengewölbe. Die Strebepfeiler sind nach innen gezogen. Die nördlich am Chor angebaute Sakristei zeigt ebenfalls ein gemauertes Kreuz und Blenden und trägt ein Kuppelgewölbe.

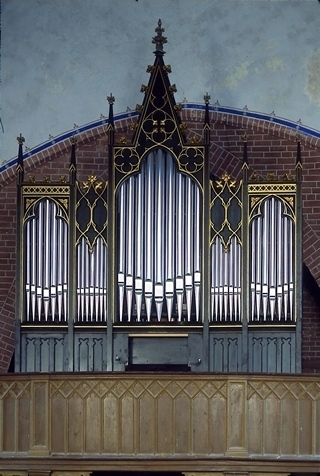
Orgel

Zur Ausstattung gehören Reste von Wandmalereien am Triumphbogen, ein frühgotischer Taufstein mit Blendarkatur sowie ein Grabstein mit Wappen des 1577 gestorbenen Hans Rekentin. Neugotisch sind Kanzel, Kirchengestühl und die Westempore ausgeführt, sie wurden 1877 angefertigt. Der Altar stammt von 1949 und wurde von Max Uecker gefertigt.

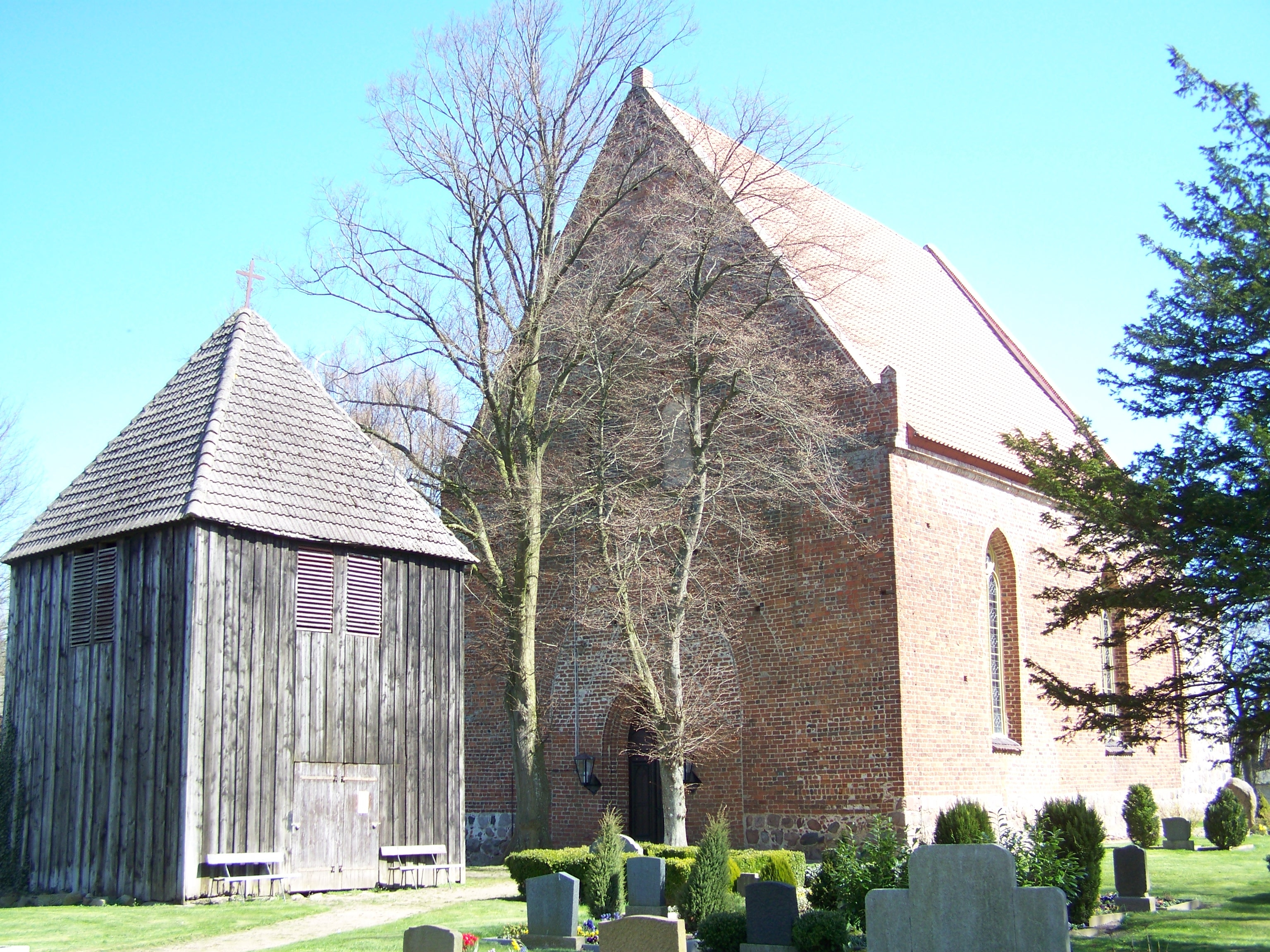
Glockenhaus vor der Kirche

Die Orgel der Kirche mit 11 Registern auf zwei Manualen und Pedal  stammt aus der Werkstatt von Friedrich Albert Mehmel. Sie wurde 1997 durch Rainer Wolter aus Zudar restauriert.
Das Geläut der Kirche besteht aus drei 1920 gegossenen Glocken und befindet sich in einem verbretterten Glockenhaus mit Pyramidendach auf dem Kirchhof, westlich der Kirche vorgelagert, das vermutlich aus der zweiten Hälfte des 18. Jahrhunderts stammt.
Die evangelische Kirchengemeinde gehört seit 2012 zur Propstei Stralsund im Pommerschen Evangelischen Kirchenkreis der Evangelisch-Lutherischen Kirche in Norddeutschland. Vorher gehörte sie zum Kirchenkreis Demmin der Pommerschen Evangelischen Kirche.